# Lars Posch
Lars Joël Posch (* 3. April 1999 in Lachen SZ) ist ein Schweizer Tischtennisspieler. Momentan steht er bei TTC Rio-Star Muttenz unter Vertrag und spielt in der höchsten schweizerischen Nationalliga.

## Leben
Angefangen beim Tischtennisclub Wollerau, wechselte er 2012 zum Tischtennisclub Wädenswil. Dort trainierte er sieben Jahre und feierte auch seine ersten Erfolge in der Nationalliga A. Bereits in jüngeren Jahren fiel er durch seinen Ehrgeiz und durch seinen Trainingsfleiss auf. In Kombination mit seinem Talent wurde Lars schnell vom nationalen Tischtennisverband entdeckt und 2010 ins C-Kader vom Swiss Table Tennis aufgenommen. Schnell erlangte er durch harte Arbeit den erwünschten Aufstieg und durfte noch im selben Jahr seine ersten nationalen Erfolge feiern. 2012 wurde Lars Posch erstmals Schweizer Meister in der Kategorie U13 Knaben. In den Jahren 2012, 2014, 2016 und 2017 durfte er sowohl im Einzel als auch im Team die Schweiz an den Tischtennis-Europameisterschaften der Junioren vertreten. 2018 nahm Lars Posch als Teil der Schweizer Herren-Nationalmannschaft an der Weltmeisterschaft in Halmstad teil. Ein Jahr später machte er an der Universiade in Neapel mit. Im selben Jahr nahm er als einer von zwei Schweizern an der Einzel-Weltmeisterschaft in Budapest, Ungarn teil. Während der Saison 18/19 trainierte er im Olympiastützpunkt Rheinland-Pfalz/Saarland in Saarbrücken. Im Jahr 2019 wechselte er zum TTC Rio-Star Muttenz, bei dem er jetzt (Stand: April 2020) bis Juni 2021 unter Vertrag steht.

## Erfolge
- 2009 2. Platz Schweizermeisterschaft U11 (Einzel, Doppel, Mixed Doppel)
- 2010 2. Platz Schweizermeisterschaft U11 (Mixed Doppel), 3. Platz Schweizermeisterschaft U11 (Doppel)
- 2011 2. Platz Schweizermeisterschaft U13 (Einzel), 3. Platz Schweizermeisterschaft U13 (Doppel, Mixed Doppel)
- 2012 1. Platz Schweizermeisterschaft U13 (Einzel), 2. Platz Schweizermeisterschaft U13 (Doppel), 3. Platz Schweizermeisterschaft U13 (Mixed Doppel)
- 2014 2. Platz Schweizermeisterschaft U15 (Doppel)
- 2015 1. Platz Schweizermeisterschaft U18 (Doppel)
- 2016 2. Platz Schweizermeisterschaft U18 (Einzel), 3. Platz Schweizermeisterschaft U18 (Doppel), 3. Platz Schweizermeisterschaft Elite (Mixed Doppel)
- 2017 3. Platz Schweizermeisterschaft U18 (Einzel), 2. Platz Schweizermeisterschaft U18 (Doppel), 3. Platz Schweizermeisterschaft Elite (Doppel)
- 2018 2. Platz Schweizermeisterschaft Elite (Einzel), 3. Platz Schweizermeisterschaft Elite (Doppel)
- 2019 2. Platz Schweizermeisterschaft Elite (Doppel), 3. Platz Schweizermeisterschaft Elite (Mixed Doppel)
- 2020 3. Platz Schweizermeisterschaft Elite (Doppel)

Quelle: